# BroadVoice
BroadVoice — торговая марка программных продуктов и алгоритмов — высококачественных голосовых кодеков компании Broadcom, в отличие от распространённых G.729 G.723 — полностью бесплатные. Распространяются под лицензией LGPL, в составе: исходные тексты на языке Си с реализацией двух кодеков:
- BroadVoice32 с частотой дискретизации 16kHz и полосой пропускания 32 кбит/сек.
- BroadVoice16 с частотой дискретизации 8kHz и полосой пропускания 16 кбит/сек.

Оба кодека имеют реализации с фиксированной и с плавающей запятой. Вариант с фиксированной запятой менее ресурсоёмкий, поэтому более приспособлен для мобильных устройств. По сравнению с G.711, G.726, и G.722 кодеки Broadcom менее требовательны к ресурсам процессора и памяти, отличаются небольшой алгоритмической задержкой — 5 мсек (вместо 15-40 мсек для G.711-G.729 на аналогичном оборудовании), соответственно — меньшей нагрузкой на процессор и высоким качеством передачи голоса, более высокой эффективностью кодирования за счёт большей частоты дискретизации.